# Bournan
Bournan ist eine Gemeinde im französischen Département Indre-et-Loire in der Region Centre-Val de Loire. Sie gehört zum Arrondissement Loches und zum Kanton Descartes. Sie grenzt im Norden an Bossée, im Osten an La Chapelle-Blanche-Saint-Martin, im Südosten an Ligueil, im Süden an Civray-sur-Esves und im Westen an Sepmes.

## Bevölkerungsentwicklung
| Jahr      | 1962 | 1968 | 1975 | 1982 | 1990 | 1999 | 2008 | 2017 |
| --------- | ---- | ---- | ---- | ---- | ---- | ---- | ---- | ---- |
| Einwohner | 396  | 345  | 249  | 231  | 200  | 215  | 251  | 272  |

## Sehenswürdigkeiten
- romanische Kirche Saint-Martin aus dem 13. Jahrhundert
- Schloss aus dem 12. Jahrhundert, genannt Château de Bagneux

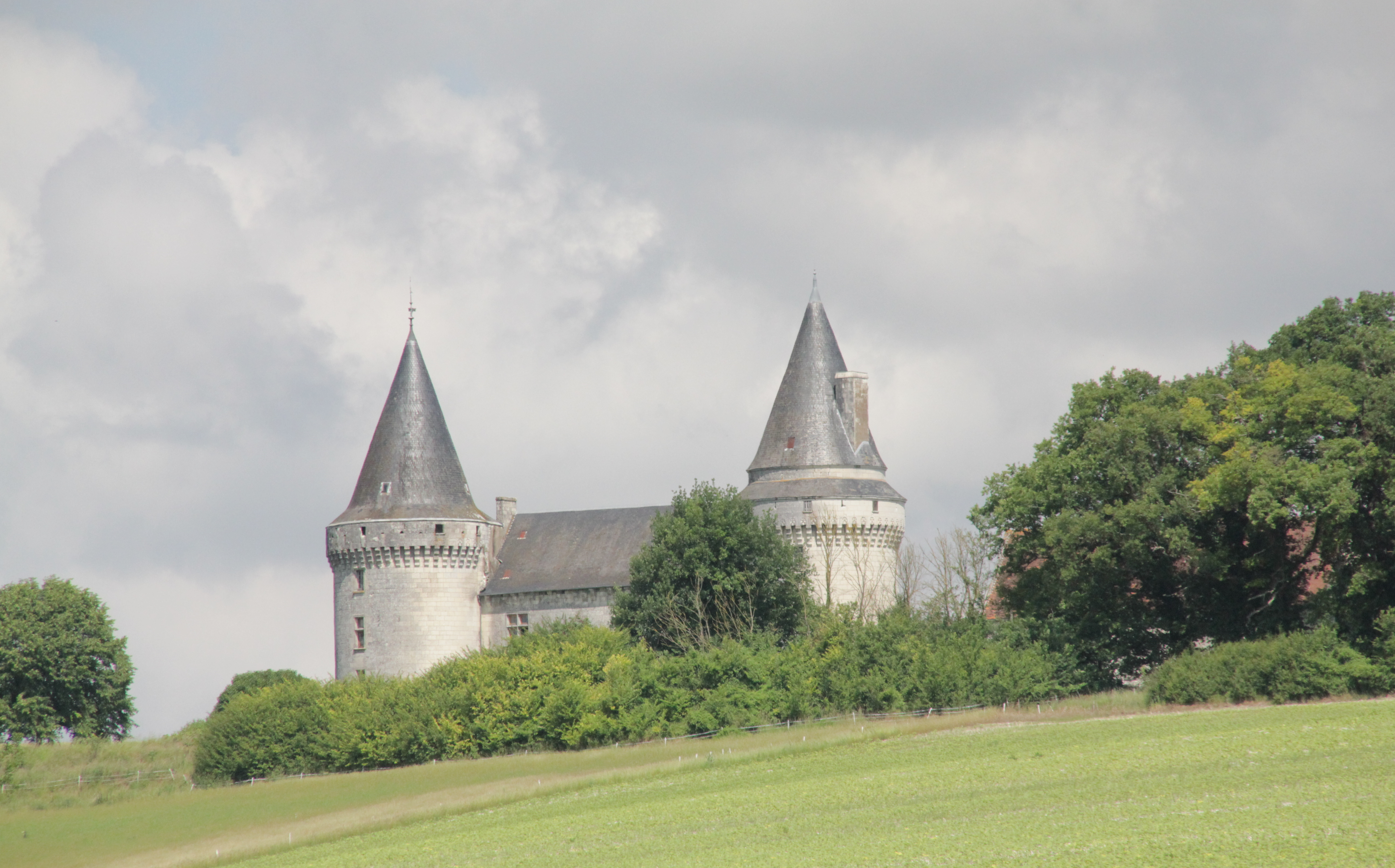
Château de Bagneux
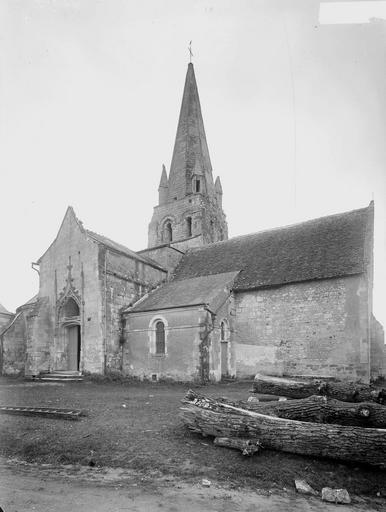
Kirche Saint-Martin